# Temporada de tufões no Pacífico de 1975
A temporada de tufões no Pacífico de 1975 foi uma das temporadas de ciclones tropicais mais mortíferas já registradas, com quase 229.000 mortes ocorrendo durante a temporada. Não tinha limites oficiais; durou o ano todo em 1975, mas a maioria dos ciclones tropicais tende a se formar no noroeste do Oceano Pacífico entre junho e dezembro. Essas datas delimitam convencionalmente o período de cada ano em que a maioria dos ciclones tropicais se forma no noroeste do Oceano Pacífico.
As tempestades tropicais formadas em toda a bacia do Pacífico Ocidental receberam um nome do Joint Typhoon Warning Center. As depressões tropicais nesta bacia têm o sufixo "W" adicionado ao seu número. As depressões tropicais que entram ou se formam na área de responsabilidade das Filipinas recebem um nome da Administração de Serviços Atmosféricos, Geofísicos e Astronômicos das Filipinas ou PAGASA. Muitas vezes, isso pode resultar na mesma tempestade com dois nomes.
Algumas das tempestades notáveis aqui são o tufão Nina, que causou a inundação da barragem de Banqiao, que resultou em aproximadamente 126.000 mortos, e o Tufão June, que foi a tempestade mais forte já registrada com uma pressão de 875 mbar, até ser derrotada pelo tufão Tip em 1979 com 870mbar.

## Sistemas
25 depressões tropicais se formaram este ano no Pacífico Ocidental, das quais 20 se tornaram tempestades tropicais. 14 tempestades atingiram a intensidade do tufão, das quais 3 atingiram a força do supertufão.

### Tufão Lola (Auring)
O Tufão Lola (Auring) foi um tufão muito cedo. Ele atingiu Mindanau como um tufão mínimo em 24 de janeiro e atravessou o sul da Filipinas como uma tempestade tropical. Lola cruzou o Mar da China Meridional antes de parar em mar aberto e se dissipar em 28 de janeiro. O tufão causou 30 vítimas em deslizamentos de terra e chuvas fortes.

### Depressão Tropical 02W
A Depressão Tropical 02W formou-se sobre as Filipinas e cruzou-as antes de se dissipar sobre o Mar da China Meridional.

### Tempestade Tropical Mamie
A Tempestade Tropical Mamie formou-se ao norte de Guam e atingiu brevemente o status de tempestade tropical antes de enfraquecer. Em seguida, passou ao sul do Japão como uma depressão tropical antes de se dissipar ao sul da Coreia.

### Tufão Nina (Bebeng)
Nina foi um tufão de curta duração, mas de rápida intensificação. Depois de se formar em 30 de julho, atingiu Taiwan na intensidade de um super tufão. Ele manteve um tufão durante sua passagem pela ilha, causando 25 mortes e danos generalizados. Emergiu no Estreito de Formosa e enfraqueceu para uma tempestade tropical. Nina dirigiu-se para o interior. Sua umidade interagiu com uma frente fria, causando uma grande quantidade de chuvas. As chuvas contribuíram para o rompimento da barragem de Banqiao, causando a morte de pelo menos 229.000 pessoas.

### Depressão Tropical 05W (Karing)
A Depressão Tropical 05W (Karing) formou-se a leste-nordeste das Filipinas e viajou para o norte e depois para o noroeste antes de se dissipar na costa da China.

### Tufão Ora (Diding)
O Tufão Ora se desenvolveu pela primeira vez como uma circulação fraca em 9 de agosto. A influência de um vale próximo de nível superior permitiu que ele se intensificasse de uma depressão para um tufão de categoria 1 em 30 horas. O tufão passou por Okinawa antes de atingir a China, perto de Wenzhou. Ele se dissipou sobre a terra alguns dias depois. O mar agitado causado por Ora afundou uma lancha lotada perto de Leyte, matando 15 pessoas.

### Tufão Rita
Rita se formou em 17 de agosto e se dirigiu erraticamente para o norte e afetou as ilhas Ryūkyū. Rita então chegou a Shikoku como uma categoria moderadamente forte tufão  1. Ele se moveu ao longo de todo o Japão, enfraquecendo para uma depressão. Rita voltou a se fortalecer em uma tempestade tropical sobre as Ilhas Curilas - uma localização incomum ao norte - antes de se dissipar em 24 de agosto. Pelo menos 26 mortes podem ser atribuídas a este tufão devido às fortes inundações - a pior em 10 anos.

### Tufão Phyllis
Phyllis atingiu a parte sul do Japão em 17 de agosto como um tufão mínimo, tendo enfraquecido de um pico de ventos de 230 km/h (140 mph). Phyllis causou mais de 60 vítimas, com deslizamentos de terra e inundações causando danos moderados a pesados.

### Tempestade Tropical Severa Susan
A Tempestade Tropical Susan se formou no extremo sudoeste de Tóquio e lentamente viajou para o norte, atingindo a intensidade da tempestade tropical antes de enfraquecer e finalmente se dissipar em 3 de setembro no mar a oeste de Hokkaido.

### Tufão Tess
O Tufão Tess foi observado pela primeira vez como uma circulação fechada em 1 de setembro, 600 milhas náuticas a leste-nordeste de Saipan. A tempestade se intensificou nos dias seguintes, tornando-se um tufão no dia 3. O ciclone atingiu seu pico de intensidade no dia 4. Tess então enfraqueceu, perdendo o status de tufão no dia 8, e se dissipando sobre o Mar de Irkutsk no dia 10, sendo absorvido por um sistema frontal.

### Tempestade Tropical Viola (Gening)
A Tempestade Tropical Viola se formou no mar a leste das Filipinas e seguiu para o nordeste antes de se dissipar quatro dias depois.

### Tufão Winnie
O Tfão Winnie foi detectado pela primeira vez como uma perturbação no dia 5 de setembro, mas não se tornou uma circulação até o dia 8. Winnie seguiu para o norte, tornando-se um tufão de categoria 1, mas um ambiente desfavorável impediu que se intensificasse ainda mais. Tornou-se extratropical no dia 12.

### Tufão Alice (Herming)
O Tufão Alice, (não confundir com o tufão Alice de 1979) atingiu a ilha filipina de Lução, enfraqueceu sobre o Mar da China Meridional, atingiu a China e o Vietnã como uma tempestade tropical e finalmente se dissipou sobre a Tailândia.

### Tufão Betty (Ising)
Betty atingiu Taiwan e China.

### Tufão Cora (Luding)
Cora voltou a fazer uma curva a leste do Japão.

### Tempestade Tropical Severa Doris
Doris atingiu a China como uma tempestade tropical de alto nível.

### Tufão Elsie (Mameng)
Elsie atingiu Hong Kong.

### Depressão Tropical 18W
18W se dissipou perto das Filipinas. 18W não afetou a terra.

### Tufão Flossie (Neneng)
Flossie atingiu o extremo sul da China na Categoria 1 intensidade. 44 pessoas foram perdidas no naufrágio de 2 cargueiros.

### Tempestade Tropical Severa Grace (Oniang)
Grace mudou-se para o noroeste, longe das Filipinas.

### Tempestade Tropical Helen (Pepang)
Helen atingiu o Vietnã e as Filipinas.

### Tufão Ida
Ida recurvou para o mar e não teve efeito em terra.

### Tufão June (Rosing)
O Tufão June foi a tempestade mais forte da temporada, mas teve um efeito mínimo em terra. Na época, June estava empatado com o tufão mais forte já registrado, e ciclone tropical em todo o mundo, com uma pressão central mínima de 875 milibares. June também foi o primeiro caso registrado de um tufão com paredes oculares triplas.
O Tufão June nunca atingiu a costa, mas passou 230 milhas a oeste de Guam, causando graves inundações. Não houve vítimas, mas vários prédios foram destruídos pelos fortes ventos em junho, e as tempestades e os danos às plantações foram estimados em $ 300.000.

### Tempestade Tropical 25W
25W formou-se no mar meridional da China.

### Depressão Tropical 24W (Sisang)
Uma depressão tropical no final da temporada afetou as Filipinas antes de voltar para o oceano e se dissipar no mar.

## Nomes das tempestades

### Internacional
Os ciclones tropicais do Pacífico Norte Ocidental foram nomeados pelo Joint Typhoon Warning Center. A primeira tempestade de 1975 foi batizada de Lola e a última foi batizada de June.
| - Agnes - Bonnie - Carmen - Della - Elaine - Faye - Gloria - Hester - Irma - Judy - Kit - Lola 1W - Mamie 3W - Nina 4W - Ora 6W - Phyllis 7W - Rita 8W - Susan 9W - Tess 10W - Viola 11W - Winnie 12W | - Alice 13W - Betty 14W - Cora 15W - Doris 16W - Elsie 17W - Flossie 19W - Grace 20W - Helen 21W - Ida 22W - June 23W - Kathy - Lorna - Marie - Nancy - Olga - Pamela - Ruby - Sally - Therese - Violet - Wilda | - Anita - Billie - Clara - Dot - Ellen - Fran - Georgia - Hope - Iris - Joan - Kate - Louise - Marge - Nora - Opal - Patsy - Ruth - Sarah - Thelma - Vera - Wanda | - Amy - Babe - Carla - Dinah - Emma - Freda - Gilda - Harriet - Ivy - Jean - Kim - Lucy - Mary - Nadine - Olive - Polly - Rose - Shirley - Trix - Virginia - Wendy |

### Filipinas
| Auring         | Bebeng                  | Karing                  | Diding                            | Etang                             |
| Gening         | Herming                 | Ising                   | Luding                            | Mameng                            |
| Neneng         | Oniang                  | Pepang                  | Rosing                            | Sisang                            |
| Trining        | Uring (sem ser usado)   | Warling (sem ser usado) | Yayang (sem usar) (sem ser usado) |                                   |
| Lista auxiliar |                         |                         |                                   |                                   |
|                |                         |                         |                                   | Ading (sem usar)                  |
| Barang         | Krising (sem ser usado) | Dadang (sem ser usado)  | Erling (sem ser usado)            | Goying (sem usar) (sem ser usado) |

A Administração de Serviços Atmosféricos, Geofísicos e Astronômicos filipinos usa seu próprio esquema de nomenclatura para ciclones tropicais em sua área de responsabilidade. A PAGASA atribui nomes às depressões tropicais que se formam dentro de sua área de responsabilidade e a qualquer ciclone tropical que possa se mover para dentro de sua área de responsabilidade. Caso a lista de nomes para um determinado ano se revele insuficiente, os nomes são retirados de uma lista auxiliar, os primeiros 6 dos quais são publicados todos os anos antes do início da temporada. Os nomes não retirados desta lista serão usados novamente na temporada de 1979. Esta é a mesma lista usada na temporada de 1971. A PAGASA usa seu próprio esquema de nomenclatura que começa no alfabeto filipino, com nomes femininos filipinos terminando com "ng" (A, B, K, D, etc. ). Os nomes que não foram atribuídos/vão ser usados são marcados em cinzento.

## Efeitos sazonais
Esta tabela listará todas as tempestades que se desenvolveram no noroeste do Oceano Pacífico a oeste da Linha Internacional de Data e ao norte do equador durante 1975. Incluirá sua intensidade, duração, nome, áreas afetadas, mortes e danos totais. Os valores de classificação e intensidade serão baseados em estimativas realizadas pela JMA, JTWC e/ou PAGASA. As velocidades máximas do vento estão em padrões sustentados de um minuto, a menos que indicado de outra forma. Todos os números de danos serão em 1975 USD. Danos e mortes de uma tempestade incluirão quando a tempestade foi uma onda precursora ou uma baixa extratropical.
| Nome                | Datas ativo                    | Classificação máxima       | Velocidade de vento sustentados | Pressão               | Áreas afetadas                              | Danos (USD)     | Fatalidades  | Refs |
| ------------------- | ------------------------------ | -------------------------- | ------------------------------- | --------------------- | ------------------------------------------- | --------------- | ------------ | ---- |
| Lola (Auring)       | 20 – 28 de janeiro             | Tufão                      | 130 km/h (80 mph)               | 975 hPa (28.79 inHg)  | Filipinas                                   | Desconhecido    | 30           |      |
| 02W                 | 22 – 28 de abril               | Depressão tropical         | 55 km/h (35 mph)                | 1004 hPa (29.65 inHg) | Filipinas                                   | Nenhum          | Nenhum       |      |
| TD                  | 28 – 30 de abril               | Depressão tropical         | Não definido                    | 1008 hPa (29.77 inHg) | Filipinas                                   | Nenhum          | Nenhum       |      |
| TD                  | 16 – 19 de junho               | Depressão tropical         | Não definido                    | 998 hPa (29.47 inHg)  | China meridional, Vietname                  | Nenhum          | Nenhum       |      |
| TD                  | 4 – 6 de julho                 | Depressão tropical         | Não definido                    | 1004 hPa (29.65 inHg) | Nenhum                                      | Nenhum          | Nenhum       |      |
| TD                  | 4 – 5 de julho                 | Depressão tropical         | Não definido                    | 1008 hPa (29.77 inHg) | Ilhas Marianas                              | Nenhum          | Nenhum       |      |
| TD                  | 23 – 26 de julho               | Depressão tropical         | Não definido                    | 1012 hPa (29.89 inHg) | Nenhum                                      | Nenhum          | Nenhum       |      |
| Mamie               | 24 – 30 de julho               | Tempestade tropical        | 75 km/h (45 mph)                | 992 hPa (29.29 inHg)  | Japão                                       | Nenhum          | Nenhum       |      |
| Nina (Bebeng)       | 30 de julho – 5 de agosto      | Tufão                      | 250 km/h (155 mph)              | 900 hPa (26.58 inHg)  | Taiwan, Ilhas Ryukyu, China Oriental        | $1 200 000 000  | 229 000      |      |
| 05W (Karing)        | 4 – 7 de agosto                | Depressão tropical         | 55 km/h (35 mph)                | 998 hPa (29.47 inHg)  | Taiwan                                      | Nenhum          | Nenhum       |      |
| Ora (Diding)        | 9 – 15 de agosto               | Tufão                      | 250 km/h (155 mph)              | 900 hPa (28.79 inHg)  | Taiwan, Ilhas Ryukyu, China Oriental        | Nenhum          | Nenhum       |      |
| TD                  | 9 de agosto                    | Depressão tropical         | Não definido                    | 1000 hPa (29.53 inHg) | Filipinas                                   | Nenhum          | Nenhum       |      |
| Rita                | 9 – 24 de agosto               | Tufão                      | 150 km/h (90 mph)               | 965 hPa (28.50 inHg)  | China, Ilhas Ryukyu, Taiwan, Japão          | $114 000 000    | 33           |      |
| Phyllis             | 12 – 18 de agosto              | Tufão                      | 220 km/h (140 mph)              | 920 hPa (27.17 inHg)  | Japão                                       | $37 000 000     | 88           |      |
| TD                  | 14 – 17 de agosto              | Depressão tropical         | Não definido                    | 996 hPa (29.41 inHg)  | Ilhas Ryukyu                                | Nenhum          | Nenhum       |      |
| TD                  | 23 – 26 de agosto              | Depressão tropical         | Não definido                    | 1000 hPa (29.53 inHg) | China meridional, Vietname                  | Nenhum          | Nenhum       |      |
| Susan               | 25 de agosto – 3 de setembro   | Tempestade tropical severa | 95 km/h (60 mph)                | 985 hPa (29.09 inHg)  | Japão                                       | Nenhum          | Nenhum       |      |
| TD                  | 27 de agosto                   | Depressão tropical         | Não definido                    | 1004 hPa (29.65 inHg) | Nenhum                                      | Nenhum          | Nenhum       |      |
| TD                  | 28 – 31 de agosto              | Depressão tropical         | Não definido                    | 1000 hPa (29.53 inHg) | China meridional, Vietname                  | Nenhum          | Nenhum       |      |
| Tess                | 1 – 10 de setembro             | Tufão                      | 175 km/h (110 mph)              | 945 hPa (27.91 inHg)  | Nenhum                                      | Nenhum          | Nenhum       |      |
| Viola (Gening)      | 4 – 8 de setembro              | Tempestade tropical        | 85 km/h (50 mph)                | 996 hPa (29.41 inHg)  | Nenhum                                      | Nenhum          | Nenhum       |      |
| TD                  | 6 – 9 de setembro              | Depressão tropical         | Não definido                    | 1000 hPa (29.53 inHg) | Vietname, Laos                              | Nenhum          | Nenhum       |      |
| Winnie              | 8 – 12 de setembro             | Tufão                      | 120 km/h (75 mph)               | 980 hPa (28.94 inHg)  | Nenhum                                      | Nenhum          | Nenhum       |      |
| TD                  | 12 – 14 de setembro            | Depressão tropical         | Não definido                    | 1012 hPa (29.89 inHg) | Nenhum                                      | Nenhum          | Nenhum       |      |
| Alice (Herming)     | 15 – 21 de setembro            | Tufão                      | 140 km/h (85 mph)               | 970 hPa (28.64 inHg)  | Filipinas, China meridional, Vietname, Laos | Desconhecido    | Desconhecido |      |
| Betty (Ising)       | 17 – 24 de setembro            | Tufão                      | 175 km/h (110 mph)              | 950 hPa (28.05 inHg)  | Taiwan, China Oriental                      | Desconhecido    | Desconhecido |      |
| TD                  | 23 – 24 de setembro            | Depressão tropical         | Não definido                    | 1004 hPa (29.65 inHg) | Nenhum                                      | Nenhum          | Nenhum       |      |
| Cora (Luding)       | 29 de setembro – 7 de outubro  | Tufão                      | 195 km/h (120 mph)              | 945 hPa (27.91 inHg)  | Ilhas Ryukyu, Japão                         | Nenhum          | Nenhum       |      |
| Doris               | 2 – 8 de outubro               | Tempestade tropical severa | 100 km/h (65 mph)               | 985 hPa (29.09 inHg)  | China                                       | Desconhecido    | Desconhecido |      |
| Elsie (Mameng)      | 8 – 15 de outubro              | Tufão                      | 250 km/h (155 mph)              | 900 hPa (26.58 inHg)  | Filipinas, Taiwan, China meridional         | Desconhecido    | Desconhecido |      |
| 18W                 | 15 – 16 de outubro             | Depressão tropical         | 45 km/h (30 mph)                | 1002 hPa (29.59 inHg) | Taiwan                                      | Nenhum          | Nenhum       |      |
| Flossie (Neneng)    | 17 – 23 de outubro             | Tufão                      | 130 km/h (80 mph)               | 970 hPa (28.64 inHg)  | Filipinas, China meridional                 | Desconhecido    | 44           |      |
| Grace (Oyang)       | 23 de outubro – 2 de dezembro  | Tempestade tropical severa | 110 km/h (70 mph)               | 985 hPa (29.09 inHg)  | Nenhum                                      | Nenhum          | Nenhum       |      |
| TD                  | 25 – 27 de outubro             | Depressão tropical         | Não definido                    | 1006 hPa (29.71 inHg) | Ilhas Marianas                              | Nenhum          | Nenhum       |      |
| Helen (Pepang)      | 1 – 4 de novembro              | Tempestade tropical        | 85 km/h (50 mph)                | 1000 hPa (29.53 inHg) | Filipinas, Vietname, Camboja                | Nenhum          | Nenhum       |      |
| Ida                 | 5 – 11 de novembro             | Tufão                      | 155 km/h (100 mph)              | 950 hPa (28.05 inHg)  | Ilhas Carolinas, Ilhas Marianas             | Nenhum          | Nenhum       |      |
| June (Rosing)       | 16 – 24 de novembro            | Violent Typhoon            | 295 km/h (185 mph)              | 875 hPa (25.84 inHg)  | Ilhas Carolinas, Ilhas Marianas             | Nenhum          | Nenhum       |      |
| 25W                 | 25 – 30 de dezembro            | Tempestade tropical        | 55 km/h (35 mph)                | 996 hPa (29.41 inHg)  | Filipinas                                   | Nenhum          | Nenhum       |      |
| 24W (Sisang)        | 26 – 30 de dezembro            | Depressão tropical         | 55 km/h (35 mph)                | 1002 hPa (29.59 inHg) | Filipinas                                   | Nenhum          | Nenhum       |      |
| Totais da temporada |                                |                            |                                 |                       |                                             |                 |              |      |
| 39 systems          | January 20 – December 30, 1975 |                            | 295 km/h (185 mph)              | 875 hPa (25.84 inHg)  |                                             | >$1 351 000 000 | >229,135     |      |